# Salto en esquí en los Juegos Olímpicos de Milán-Cortina d'Ampezzo 2026
Las competiciones de saltos en esquí en los Juegos Olímpicos de Milán-Cortina d'Ampezzo 2026 se realizarán en el Estadio de Salto en Esquí Predazzo de Val di Fiemme en febrero de 2026.
En total se disputarán en este deporte cinco pruebas diferentes, tres masculinas, una femenina y una mixta.